# Dalsland Ring

Dalsland Ring var en racerbana som låg vid Dingelviks gård i Bengtsfors kommun, Dalsland. Banan var 1 650 meter lång. Den invigdes den 3 juli 1966 och det kom 16 000 åskådare till premiärloppet. Det är fortfarande det största publika arrangemang i Dalslands historia. Banans liv blev dock kort. Efter en olycka på Gelleråsen 1970 skärpes kraven från Svenska Bilsportförbundet. Banan byggdes om efter de nya kraven, men publiken svek och banan gick mer eller mindre i konkurs under oljekrisen 1974. Bengtsfors MotorClub som drev banan klarade inte av att betala årsarrendet på 5 000 kronor, varvid bonden som ägde marken plöjde upp banan för att göra potatisåker.
Idag finns bara cirka 100 meter asfalt kvar. Allt annat är borta. Frilansjournalisten Bengt-Åce Gustavsson har gjort en dokumentärfilm om banan för att bevara dess minne. Filmen är över tre timmar lång och innehåller unika bilder och intervjumaterial. Genom sitt engagemang med filmen så fick han Discovery Channels pris för bästa programidé.   

## Planer på en ny Dalsland Ring
2002 bildades en förening, Dalslands Ring ekonomiska förening, i syfte att bygga en ny Dalsland Ring. Efter att ha studerat många platser valde föreningen Bredmossen, väster om väg 172 strax söder om Bäckefors, som plats för den nya banan. Föreningen har kontakter med bland annat länsstyrelsen, kommunen och regionen, och planerar följande på platsen:
- En 2,8 km lång asfalterad bana för MC/bil,
- kombinerad supermotard/rallycrossbana,
- 402 m dragracingstrip kombinerad med flygplats då rakan blir totalt 1200 m,
- gokartbana

Området arrenderas av Neova AB, som bryter torv där. Hur länge brytningen på den 76 hektar stora mossen skall pågå och hur den så småningom skall avslutas är under förhandling. Förhoppningen är att den sista torven som bryts skall kunna användas som bullervallar.
Föreningen har planer på att motorbanan ska kunna användas för andra ändamål än enbart motorsport också, bland annat vill man att anläggningen ska fungera under våren för avrostning för MC och körprov för olika fordon.
Totalt beräknas anläggningen att kosta 135 miljoner (preliminärt).